# Jurij Benio
Jurij Wołodymyrowycz Benio, ukr. Юрій Володимирович Беньо, ros. Юрий Владимирович Беньо, Jurij Władimirowicz Bienio (ur. 25 kwietnia 1974 we Lwowie) – ukraiński piłkarz, grający na pozycji obrońcy, trener piłkarski.

## Kariera piłkarska

### Kariera klubowa
Wychowanek DJuSSz Karpaty Lwów. Pierwszy trener – Heorhij Syrbu i Anatolij Kroszczenko. Rozpoczął karierę piłkarską w amatorskich drużynach Silmasz Lwów i Sokił-ŁORTA Lwów. W sezonach 1994/95 i 1995/96 występował w trzecioligowym klubie Haraj Żółkiew, gdzie zaprzyjaźnił się z Wołodymyrem Jezerskim. Razem występowali w pierwszoligowym klubie Karpaty Lwów. W 1999 utalentowany obrońca został zaproszony do Szachtara Donieck, jednak w nim zagrał tylko półsezonu. Następnym klubem był Metałurh Zaporoże, w którym pełnił funkcje kapitana drużyny. W 2002 ponownie wrócił do Karpat Lwów. Kiedy w 2005 łotewski klub Venta Kuldiga postawił cel zdobyć awans do Ligi Mistrzów razem z Ołehem Łużnym, Alaksandrem Chackiewiczem i Maciejem Nalepą przeszedł do Venty. Jednak już po kilku kolejkach klub ogłosił bankructwo i latem 2005 piłkarz wrócił do Lwowa. Podtrzymywał formę sportową w amatorskiej drużynie FK Pustomyty. Przed rozpoczęciem sezonu 2005/06 miał propozycje dalszych występów od Metałurha Zaporoże i Arsenału Kijów. Zdecydował się na kijowski klub, tak jak w nim już występował jeden z przyjaciół z Karpat Serhij Mizin. Ponownie został wybrany pełnić funkcje kapitana drużyny. Sezon 2008/09 rozpoczął w klubie Arsenał Kijów, nawet rozegrał 9 spotkań. Kiedy w październiku 2008 otrzymał propozycję pomagać trenować klub FK Lwów, zdecydował ukończyć swoje występy. Po roku przerwy związanej z pracą trenerską we wrześniu 2009 powrócił do gry, podpisując kontrakt z klubem Wołyń Łuck. W listopadzie po zakończeniu rundy jesiennej za obopólną zgodą kontrakt został anulowany.

### Kariera reprezentacyjna
W lutym 2004 był powołany do reprezentacji Ukrainy na mecz towarzyski z Libią, jednak na boisku tak i nie pojawił się.

## Kariera trenerska
Po zakończeniu kariery piłkarskiej rozpoczął karierę trenerską. Od października 2008 pomagał trenować FK Lwów. Po odejściu Serhija Kowalca objął stanowisko głównego trenera klubu. W sierpniu 2009 przekazał trenerskie funkcje nowemu trenerowi Ihoru Jaworskiemu. 19 czerwca 2014 został dyrektorem sportowym Karpat Lwów.

## Sukcesy i odznaczenia

### Sukcesy klubowe
- brązowy medalista Mistrzostw Ukrainy: 1998
- finalista Pucharu Ukrainy: 1999

### Sukcesy indywidualne
- został wybrany do symbolicznej jedenastki Karpat w historii Mistrzostw Ukrainy[7].

### Odznaczenia
- tytuł Mistrz Sportu Ukrainy: 1998